# Susan Sirma
Susan Sirma, född den 26 maj 1966, är en kenyansk före detta friidrottare som tävlade i medeldistanslöpning.
Sirmas främsta merit är bronsmedaljen som hon vann vid VM 1991 i Tokyo på 3 000 meter. Hon hade även stora framgångar vid Panafrikanska spelen där hon vann guld på 3 000 meter 1987 och guld på både 1 500 meter och 3 000 meter 1991.

## Personliga rekord
- 1 500 meter - 4.04,94 från 1991
- 3 000 meter - 8.39,41 från 1991